# CIUTI

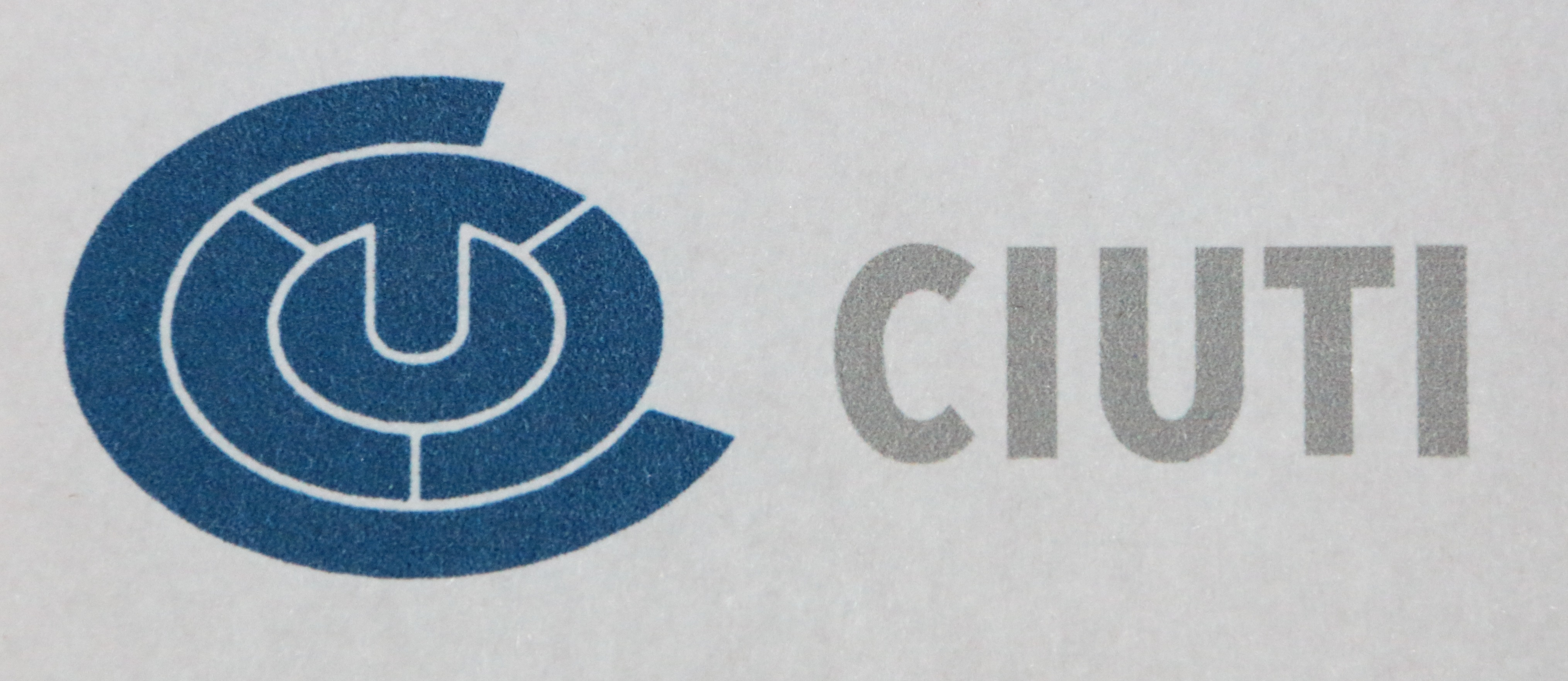
Logo van CIUTI

De Conférence internationale permanente d'instituts universitaires de traducteurs et d'interprètes of CIUTI is een internationaal samenwerkingsverband van universitaire instellingen die vertaal- en tolkopleidingen inrichten.
De vereniging werd opgericht in 1960 door de universiteiten van Genève, Heidelberg, Mainz/Germersheim, Parijs-Sorbonne, Saarbrücken en Trieste. In 1994 werd de CIUTI erkend onder Belgisch recht als internationale vereniging. In België maken de vertaal- en tolkopleidingen van de Vakgroep Vertalen, Tolken en Communicatie (UGent), de Katholieke Universiteit Leuven Campus Brussel, de Katholieke Universiteit Leuven Campus Antwerpen Sint-Jacob, het Departement Vertalers en Tolken van de Universiteit Antwerpen, ISTI (ULB), FTI-EII (UMons), Louvain School of Translation and Interpreting (UCL) er deel van uit. Lieven Buysse (Katholieke Universiteit Leuven Campus Brussel) is secretaris-generaal van de CIUTI, Bart Defrancq (Vakgroep Vertalen, Tolken en Communicatie (UGent)) voorzitter.